# Joop Boutmy
Johannes Wouter "Joop" Boutmy (George Town, Malaca, 29 d'abril de 1894 – Verona, Nova Jersey, Estats Units, 26 de juliol de 1972) va ser un futbolista neerlandès que va competir a començament del segle xx. Jugà com a migcampista i en el seu palmarès destaca la medalla de bronze en la competició de futbol dels Jocs Olímpics d'Estocolm, el 1912.
Va disputar 89 partits amb l'HBS de La Haia, marcant 6 gols, entre 1910 i 1922.
A la selecció nacional jugà un total de 10 partits, en què marcà un gol. Debutà contra Àustria el juny de 1912 i disputà el seu darrer partit en un amistós contra Dinamarca el maig de 1914.